# Clarias monsembulai
Clarias monsembulai — вид сомоподібних риб родини кларієвих (Clariidae). Описаний у 2022 році. 

## Назва
Вид названо на честь конголезького іхтіолога Рауля Монсембули Іяби, професора біології Університету Кіншаси, який зібрав типові зразки цього виду, а також на знак визнання його значного внеску в іхтіологію Центральної Африки.

## Поширення
Ендемік ДР Конго. Поширений у річкових системах Момбойо, Луїлака, Салонга та Єнге. Типові зразки зібрані у Національному парку Салонга.